# ایستگاه خیابان بیست و نهم
ایستگاه توئنتی ناین اوینیو (انگلیسی: 29th Avenue station) یک ایستگاه هم سطح در خط اکسپو (اسکای‌ترین) سیستم حمل و نقل سریع مترو در مترو ونکوور اسکای‌ترین (ونکوور) است. این ایستگاه در خیابان ۲۹ در خیابان آتلین، در مجاورت پارک اسلوکان در محله رنفرو هایتس ونکوور، بریتیش کلمبیا، کانادا واقع شده‌است.